# オールド・トラッフォード
オールド・トラッフォード（Old Trafford、英語発音: [əʊld ˈtræfəd]）は、イングランドのグレーター・マンチェスター・トラフォードにあるサッカー専用スタジアム。プレミアリーグに所属するマンチェスター・ユナイテッドFCのホームスタジアムである。
数々の名勝負がここで行われてきたことから、ボビー・チャールトンによって命名された "The Theatre of Dreams"（夢の劇場）という別名を持つ。

## 概要
イギリスのスタジアムでウェンブリー・スタジアム、ミレニアム・スタジアム、ハムデン・パークと並びUEFAスタジアムカテゴリー4に指定されている世界有数のスタジアムの一つである。
1910年に開場。ドイツ軍の空襲により1941年に焼失し、ユナイテッドはマンチェスター・シティFCの当時のホームスタジアムであったメイン・ロードを使用していた。1949年に再建され、1957年にはナイター設備が整った。以来ユナイテッドの本拠地として使用されているほか、1966年のワールドカップなどの国際試合やイングランド代表の試合でもしばしば使用される。2012年のロンドン五輪では、同大会のサッカー競技が開催された。
FAカップ準決勝の舞台がウェンブリー・スタジアムに移るまで、毎シーズンヴィラ・パーク（バーミンガム）と共に使用されていた。以前はヴィラ・パークとヒルズボロ・スタジアム（シェフィールド）が使われていたが、「ヒルズボロの悲劇」を契機にヒルズボロに代わって使用されるようになった。
サッカー以外にもラグビーリーグのスーパーリーググランドファイナルの会場としても使用されているほか、コンサートではボン・ジョヴィ、ジェネシス、ブルース・スプリングスティーン、ステイタス・クォー、ロッド・スチュワート、シンプリー・レッドらが出演したBBCの番組『ソングス・オブ・プレイズ』が1994年9月に当地で収録された（ただしそれ以来、当地でのコンサート開催はない）。またボクシングでは1993年10月にWBC・WBO世界スーパーミドル級選手権、クリス・ユーバンク対ナイジェル・ベンの試合が42,000人の観衆を集めて行われた。
収容人数は2023年3月現在で74,310人だが、今なお段階的に拡張工事が進行中である。将来的には96,000人収容の拡張工事を計画している。2006年11月4日のユナイテッド対ポーツマスFC戦で当時のプレミアリーグの最多となる観客動員数76,004人を記録した。

## スタンド
- サウス・スタンド（South Stand）：1層構造のメインスタンド。2016年4月3日、ボビー・チャールトンがユナイテッドでデビューしてから60年を祝い「サー・ボビー・チャールトン・スタンド（Sir Bobby Charlton Stand）」と改名された。スタンドの屋根部分にもこの名が記されている。
- ノース・スタンド（North Stand）：2層構造のバックスタンド。2011年11月5日、アレックス・ファーガソンがユナイテッドの監督に就任してから25年を迎えたことを記念して彼の功績を称え「サー・アレックス・ファーガソン・スタンド（Sir Alex Ferguson Stand）」と命名された。スタンドの屋根部分にもこの名が記されている。
- イースト・スタンド（East Stand）：2層構造のゴール裏スタンド。メインスタンド側コーナーにアウェーサポーター席がある。入り口にはマット・バスビーの像が置かれている。
- ストレトフォード・エンド（ウェスト・スタンド、Stretford End）：2層構造のホーム側ゴール裏スタンド。スタンド名は近くにある町、ストレトフォード（英語版）に因む。

ノース・スタンドには3階建ての「マンチェスター・ユナイテッド博物館」が併設されており、クラブのウェブサイトによると年間約20万人の客が来場している。
イースト・スタンドには5万平方メートルを超す世界最大級のオフィシャルショップ「メガストア」がある。ゴール裏にはサッカーボールを左手に抱える元監督マット・バスビーの像が建っており、これはユナイテッドを強豪チームとして確立させ、また主力選手の多くを失った「ミュンヘンの悲劇」と呼ばれる航空機事故からチームを再興させたバスビーの功績を称えるものである。そのため、オールド・トラッフォードの所在地は「Sir Matt Busby way」と改名されている。バスビー像だけでなく、イースト・スタンドにはミュンヘンの悲劇を悼むものとして、「ミュンヘン・メモリアル・クロック」という時計と「ミュンヘン・メモリアル・プラーク」という記念碑がある。

## 開催された主なイベント

### サッカー
- 1966 FIFAワールドカップ

| 日付          | ホームチーム | 結果 | アウェーチーム | ラウンド  |
| ------------- | ------------ | ---- | -------------- | --------- |
| 1966年7月13日 | ポルトガル   | 3-1  | ハンガリー     | グループ3 |
| 1966年7月16日 | ポルトガル   | 3-0  | ブルガリア     | グループ3 |
| 1966年7月20日 | ハンガリー   | 3-1  | ブルガリア     | グループ3 |

- UEFA EURO 1996

| 日付          | ホームチーム | 結果         | アウェーチーム | ラウンド  |
| ------------- | ------------ | ------------ | -------------- | --------- |
| 1996年6月9日  | ドイツ       | 2-0          | チェコ         | グループC |
| 1996年6月16日 | ロシア       | 0-3          | ドイツ         | グループC |
| 1996年6月19日 | イタリア     | 0-0          | ドイツ         | グループC |
| 1996年6月23日 | ドイツ       | 2-1          | クロアチア     | 準々決勝  |
| 1996年6月26日 | フランス     | 0-0 (a.e.t.) | チェコ         | 準決勝    |

- 2012年ロンドンオリンピックのサッカー競技

| 日付         | ホームチーム | 結果 | アウェーチーム | ラウンド |
| ------------ | ------------ | ---- | -------------- | -------- |
| 2012年8月4日 | 日本         | 3-0  | エジプト       | 準々決勝 |
| 2012年8月7日 | 韓国         | 0-3  | ブラジル       | 準々決勝 |

- UEFA欧州女子選手権2022

| 日付         | ホームチーム | 結果 | アウェーチーム | ラウンド  |
| ------------ | ------------ | ---- | -------------- | --------- |
| 2022年7月6日 | イングランド | 1-0  | オーストリア   | グループA |

- その他

| 日付          | ホームチーム                   | 結果        | アウェーチーム | 大会                                |
| ------------- | ------------------------------ | ----------- | -------------- | ----------------------------------- |
| 2003年5月28日 | ユヴェントスFC                 | 0-0 (2-3 p) | ACミラン       | UEFAチャンピオンズリーグ2002-03決勝 |
| 1915年4月24日 | シェフィールド・ユナイテッドFC | 3-0         | チェルシーFC   | FAカップ1914-15決勝                 |

## ギャラリー

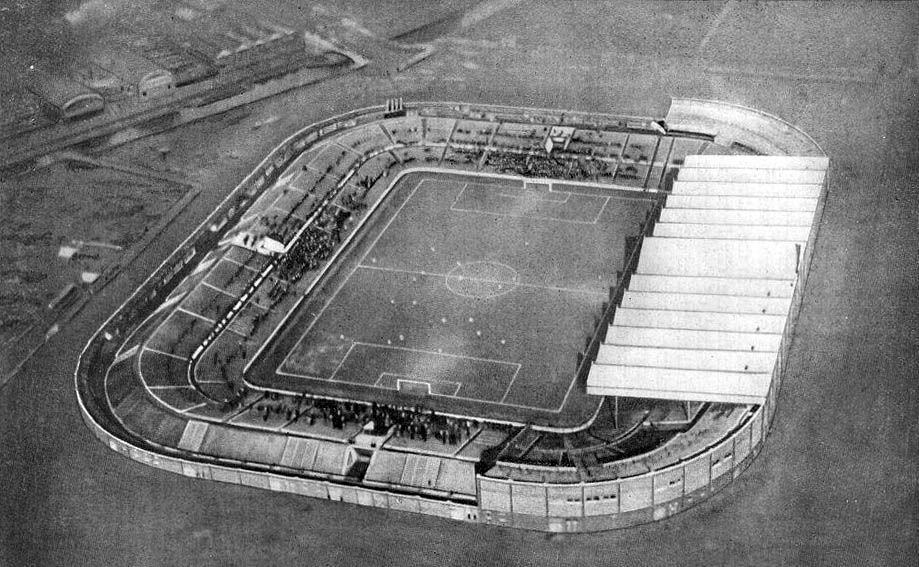
スタジアムの空撮 (1920年)
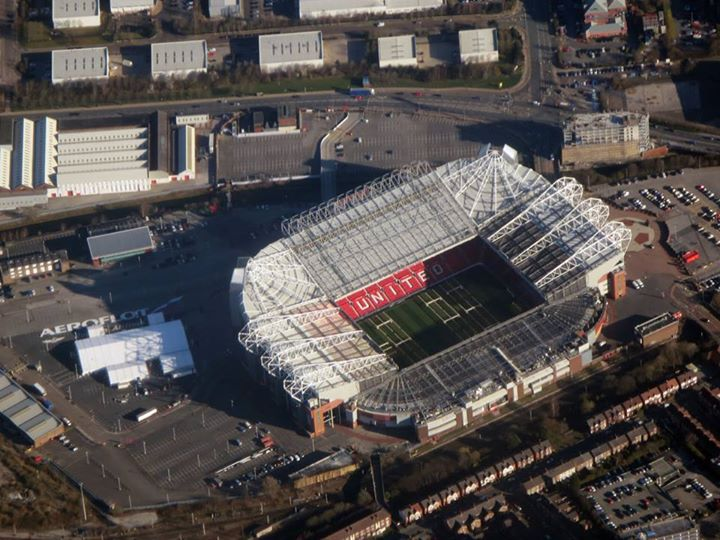
スタジアムの空撮 (2014年)